# 天涯海角 (小惑星)
天涯海角 (9668 Tianyahaijiao) は小惑星帯に位置する小惑星。北京天文台CCD小惑星観測プログラムで発見された。
海南島の最南端、三亜市の奇岩の点在する海岸の景勝地、「天涯海角」から命名された。